# Ladies in Love
Ladies in Love is een film uit 1936 onder regie van Edward H. Griffith. Tyrone Power en Loretta Young waren zó overtuigend als koppel in de film, dat de studio ze ook in andere films samen liet acteren. Vooral Constance Bennett kreeg veel goede kritieken voor de film. Haar filmcarrière viel echter niet veel later ook in een dieptepunt.

## Verhaal
Drie werkende dames verblijven in Boedapest. Hier proberen ze én het beste appartement én de meest aantrekkelijke mannen te bemachtigen. Eén gaat bijvoorbeeld uit met een man die haar afwijst. Al snel overweegt ze daarom gebruik te maken van vergif. Terwijl de tweede per ongeluk het vergif drinkt, trouwt de derde met een zakenman.

## Rolverdeling
| Acteur            | Personage        |
| ----------------- | ---------------- |
| Janet Gaynor      | Martha Kerenye   |
| Loretta Young     | Susie Schmidt    |
| Constance Bennett | Yoli Haydn       |
| Don Ameche        | Dr. Rudi Imre    |
| Tyrone Power      | Count Karl Lanyi |
| Paul Lukas        | John Barta       |
| Simone Simon      | Marie Armand     |